# Enzyme

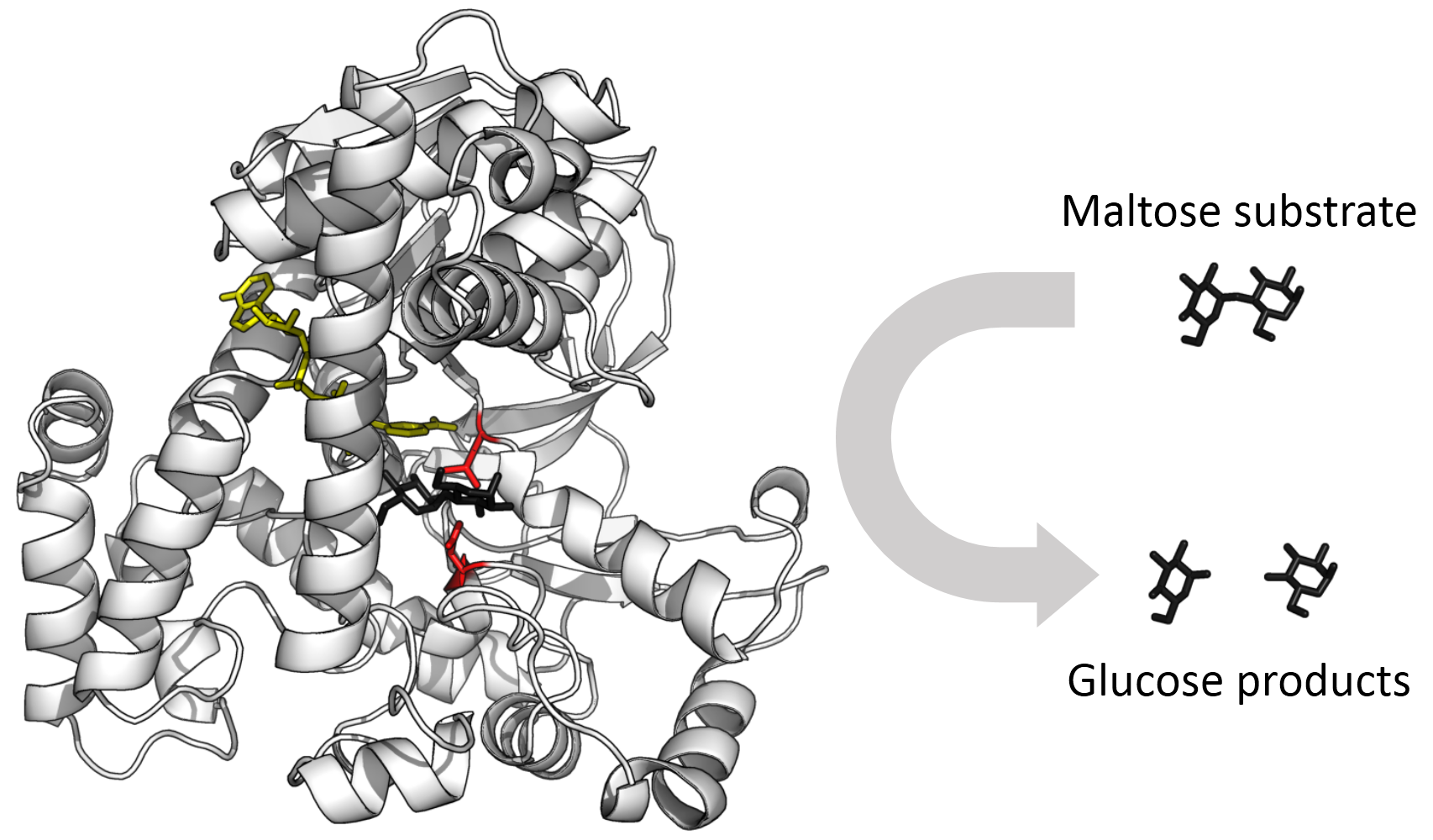
Enzym glucosidases biến đổi đường maltose thành hai đường glucose. Bã của điểm hoạt động có màu đỏ, chất nền maltose là màu đen, và đồng yếu tố NAD có màu vàng.

Enzym (hay men tiêu hoá) là các protein có tác dụng làm chất xúc tác sinh học. Chất xúc tác thúc đẩy phản ứng hóa học. Các phân tử được enzym tác động lên được gọi chất nền, và các enzym biến đổi các chất nền thành các phân tử khác nhau được gọi là sản phẩm. Hầu như tất cả các quá trình trao đổi chất trong các tế bào đều cần sự xúc tác (enzyme catalysis) để chúng xảy ra ở tốc độ cho phép sự sống tồn tại.:8.1 Đường trao đổi chất phụ thuộc vào các enzym để xúc tiến các các bước trao đổi. Ngành nghiên cứu về enzym được gọi là enzym học, và ngành phân tích enzym giả mới phát triển gần đây. Trong quá trình tiến hóa của enzym, một số enzym đã bị mất đi khả năng xúc tác sinh học, phản ánh qua chuỗi amino acid và tính chất xúc tác 'giả' của chúng.
Enzym là chất xúc tác trong hơn 5.000 loại phản ứng hóa sinh. Các chất xúc tác sinh học khác được cấu thành từ phân tử RNA được gọi là ribozym. Sự chọn lọc của enzym đến từ cấu trúc bậc 3 của nó.
Giống như tất cả các loại xúc tác khác, enzym tăng tốc độ phản ứng bằng cách làm giảm năng lượng hoạt hóa. Một số enzym có khả năng tăng tốc độ phản ứng nhanh hơn tới hàng triệu lần. Một ví dụ điển hình là orotidine 5'-phosphate decarboxylase; nó có khả năng kích hoạt một phản ứng kéo dài hàng triệu năm chỉ trong vòng vài mili giây. Trên khía cạnh hóa chất, enzym giống như các chất xúc tác là nó không bị tiêu thụ trong các phản ứng hóa học và không làm thay đổi sự cân bằng hóa học. Enzym khác các chất xúc tác là nó có độ chọn lọc cao. Hoạt động của enzym có thể bị ảnh hưởng bởi các phân tử khác ví dụ như chất ức chế enzym và chất hoạt hóa enzym. Nhiều thuốc và thuốc độc trên thực tế là chất ức chế enzym. Độ hiệu quả của enzym bị giảm đáng kể nếu như nhiệt độ và pH không ở mức tối ưu cho enzym. Khi ở nhiệt độ quá cao, nhiều enzym sẽ bị biến chất khiến chúng mất đi cấu trúc và tính chất xúc tác.
Một số enzym được thương mại hóa ví dụ như trong quá trình tạo ra chất kháng sinh. Một số sản phẩm gia đình có chứa enzym để tăng tốc độ phản ứng hóa học. Ví dụ: bột giặt có chứa enzym để chúng có thể phân hủy protein, tinh bột hoặc chất béo trong các vết bẩn trên quần áo; enzym trong papain phân hủy các protein ra thành các phân tử nhỏ hơn khiến cho thịt mềm và dễ nhai hơn.

## Lịch sử

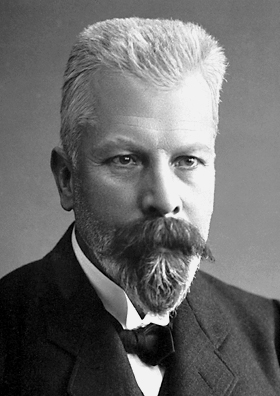
Eduard Buchner (1860 - 1917)

Ngay từ cuối thể kỷ 17 và đầu thế kỷ 18, sự tiêu hóa thịt bằng các chất tiết ra từ dạ dày và sự chuyển hóa tinh bột thành đường bởi các chất tiết ra ở thực vật và nước bọt đã được biết đến. Tuy nhiên, cơ chế của các quá trình vẫn chưa được xác định.
Năm 1833, Nhà hóa học Pháp Anselme Payen đã phát hiện ra enzim đầu tiên, diastase. Một vài thập niên sau, khi việc nghiên cứu lên men đường thành rượu bằng nấm men, Louis Pasteur đã đi đến kết luận rằng quá trình lên men được xúc tác bởi một yếu tố quan trọng có trong tế bào nấm men được gọi là "ferments", nó được cho là chỉ có chức năng trong các sinh vật còn sống. Ông đã viết rằng "lên men rượu là một phản ứng có liên quan đến đời sống và tổ chức của các tế bào nấm men chứ không phải là các tế bào chết.
Năm 1877, nhà vật lý học người Đức Wilhelm Kühne đã sử dụng từ enzyme, trong tiếng Hy Lạp là ενζυμον, có nghĩa là "trong men", để miêu tả quá trình này.
Năm 1897, Eduard Buchner đã gửi bài báo đầu tiên về khả năng chiết xuất men từ các tế bào nấm men còn sống để lên men đường. Trong một loại các thí nghiệm tại Đại học Berlin, ông nhận thấy rằng đường được lên men thậm chí không có mặt các tế bào nấm men trong hỗn hợp. Ông đặt tên enzym lên men sucrose đó là "zymase". Năm 1907, ông đã nhận được giải Nobel hóa học "cho nghiên cứu sinh hóa của ông và phát hiện của ông về sự lên men không có tế bào".

## Danh pháp
Một enzyme thông thường có danh pháp là "tên cơ chất xúc tác" gắn với hậu tố -ase (một số tài liệu tiếng Việt phiên âm thành -aza) như lactase (phân giải lactose), maltase (phân giải đường maltose).... Hoặc cũng có trường hợp là dạng phản ứng + -ase như RNA polymerase có chức năng xúc tác hình thành liên kết phosphodiester (một dạng liên kết cộng hóa trị) giữa các RNA nucleotide tự do để hình thành nên chuỗi phân tử RNA (ribonucleic acid) (nói đơn giản là RNA polymerase xúc tác trùng hợp (polymeration) "monomer" nucleotide thành chuỗi  "polymer" RNA). Ngoài ra, còn có tình huống tên của enzyme không có hậu tố -ase nhưng vẫn mang ý nghĩa cho phản ứng mà nó xúc tác như pepsin (enzyme có ở dạ dày, có vai trò cắt protein thành những chuỗi polypeptide ngắn hơn), Theodor Schwann (người đầu tiên phát hiện enzyme này) đã đặt là "pepsin" dựa vào gốc từ Hy Lạp πέψις pepsis nghĩa là "tiêu hóa" hay papain là một enzyme tìm thấy trong quả đu đủ (Vasconcellea pubescens, tiếng Anh: papaya) có hoạt tính protease...

## Phân loại và thành phần cấu tạo

### Phân loại quốc tế
Liên đoàn Quốc tế về Hóa sinh và Sinh học phân tử (IUBMB) đã phát triển hệ thống danh pháp riêng cho enzyme, chỉ số EC (Enzyme Commission number). EC bao gồm "EC" và chỉ số thể hiện dạng phản ứng mà enzyme tham gia xúc tác. Khát quát chung các loại enzyme dựa vào vai trò xúc tác, người ta phân thành 06 lớp.
| Lớp  | Tên           | Vai trò xúc tác | Ví dụ                                                                  |
| ---- | ------------- | --- | ---------------------------------------------------------------------- |
| EC 1 | Oxyoreductase | Xúc tác các phản ứng oxy hóa - khử | Alcohol oxidoreductase, CH-CH oxidoreductases, Peroxidase              |
| EC 2 | Transferase   | Vận chuyển các nhóm chức từ cơ chất này sang cơ chất khác | Methyltransferase, Phosphotransferase, Acyltransferase                 |
| EC 3 | Hydrolase     | Xúc tác sự đứt gãy các liên kết hóa học từ phản ứng thủy phân | Glycoside hydroxylase, Nuclease, Protease                              |
| EC 4 | Lyase         | Xúc tác sự nối thêm một chất mới vào cơ chất bằng cách làm gãy nối đôi. Ngược lại, chúng có thể xúc tác tạo nối đôi. Lyase không xúc tác phản ứng thủy phân hay oxy hóa. | Aldehyde lyase, Adenylyl cyclase, Guanylate cyclase                    |
| EC 5 | Isomerase     | Xúc tác sự tái phân bố các nguyên tử trong cơ chất, tức biến đổi đồng phân này thành đồng phân khác (isomerization)                                                      | Maleate isomerase, Furylfuramide isomerase, Triose-phosphate isomerase |
| EC 6 | Ligase        | Xúc tác hình thành liên kết hóa học mới có sử dụng năng lượng từ adenosine triphosphate (ATP)                                                                            | Argininosuccinate synthase, Chelatase, DNA ligase                      |
| EC 7 | Translocases  | Vận chuyển phân tử xuyên qua màng tế bào | ATP synthase, PEP carbonxylase                                         |

### Thành phần cấu tạo

Quá trình biến tính enzyme bởi nhiệt độ. Lúc này nhiệt độ được xem như là tác nhân gây biến tính (denaturant)

Enzyme có bản chất là protein nên cấu trúc không gian của enzyme thường có cấu trúc bậc ba, cấu trúc bậc bốn. Enzyme có hai dạng cơ bản:
- Enzyme đơn thành phần chỉ được cấu tạo bởi protein.
- Enzyme đa thành phần là phức hợp protein (protein complex) được cấu tạo bởi hai bộ phận là protein (gọi là apoenzyme) và thành phần phi protein (gọi là cofactor) như ion kim loại (Fe2+, Mg2+, I-), hợp chất hữu cơ (trong tình huống này gọi là coenzyme) như các vitamin (retinol, thiamin, pyridoxine, folate, ascorbic acid...), glutathione (GSH), ubiquinone (Coenzyme Q, CoQ), S-Adenosylmethionine (SAM)...

Do enzyme được cấu tạo bởi protein nên khi gặp điều kiện môi trường nhiệt độ, pH... bất lợi hoặc phơi nhiễm với tác nhân gây biến tính (denaturant) hóa học như natri dodecyl sulfat (SDS), formaldehyde, picric acid... sẽ xảy ra hiện tượng biến tính (denaturation): liên kết yếu trong phân tử như liên kết ion, tương tác Van der Waals, tương tác kị nước... đứt gãy do đó chuỗi polypeptide dãn ra về cấu trúc bậc một (hoặc bậc hai) làm mất cấu hình ban đầu của enzyme, do đó enzyme mất chức năng. Trong một số ít trường hợp, khi điều kiện môi trường thuận lợi lại, chuỗi polypeptide có khả năng cuộn gập lại và trở về cấu trúc ban đầu nên có lại chức năng. Đây là hiện tượng hồi tính (renaturation).

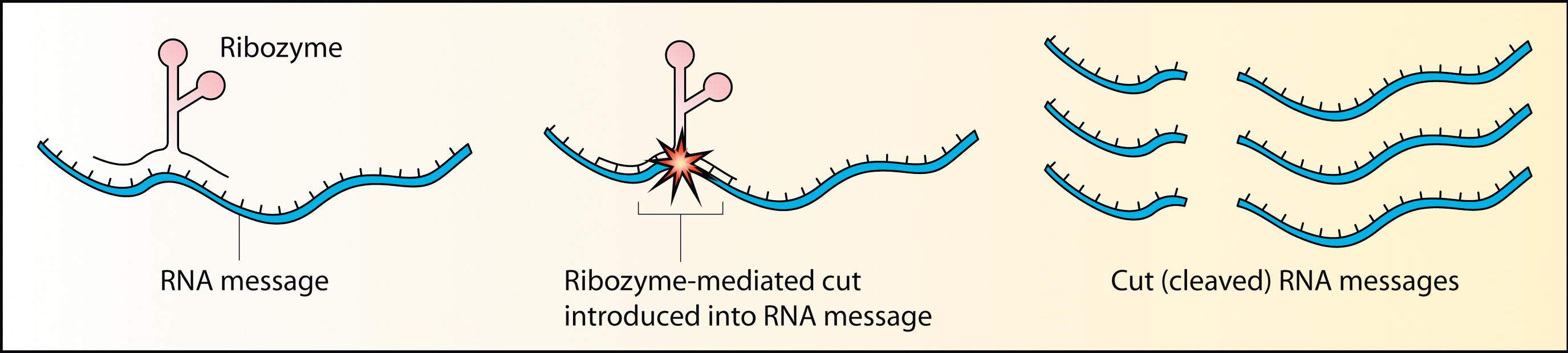
Ribozyme phân hủy chuỗi RNA thông tin (mRNA)

Ngoài ra, một số phân tử RNA còn có hoạt tính xúc tác giống enzyme, được gọi chung là ribozyme. Do chúng có cấu trúc mạch đơn nên có thể tự cuộn gập thành cấu hình không gian đặc trưng để xúc tác hoặc chúng có thể liên kết với phân tử nucleic acid hay protein khác để hình thành cấu trúc không gian đặc trưng, phù hợp với nhiệm vụ xúc tác. Ngoài ra, do là mạch đơn nên một số nitrogenous base có chứa nhóm nguyên tử có thể tham gia trực tiếp vào phản ứng. Một số ribozyme tiêu biểu là thể tự cắt nối intron (intron self-splicing, ribozyme này có cofactor là Mn2+) thuộc nhóm I và II, ribozyme của virus HDV (gây bệnh viêm gan), viroid...

## Cơ chế hoạt động

Cấu trúc cơ bản của enzyme

### Cấu trúc chung
Bất kỳ enzyme nào cũng phải có trung tâm hoạt động (active site). Đây là miền protein (domain) quan trọng nhất đối với enzyme. Nếu xuất hiện đột biến sai nghĩa, vô nghĩa, lệch khung đọc mở (reading-open frame)... ở những triplet mã hóa cho amino acid nằm ở vùng này thì có khả năng cao enzyme bị mất chức năng. Trung tâm hoạt động của enzyme bao gồm vị trí liên kết (binding site) với cơ chất, và liền kề vị trí liên kết là vị trí xúc tác (catalytic site) - nơi thực hiện chức năng xúc tác phản ứng.

Ngoài ra enzyme còn có domain điều hòa (regulation site). Đây là vị trí mà chất ức chế không cạnh tranh (uncompetitive inhibitor) hoặc chất điều hòa dị lập thể liên kết. Do đó, domain điều hòa còn được gọi là miền điều hòa dị lập thể (Allosteric site).

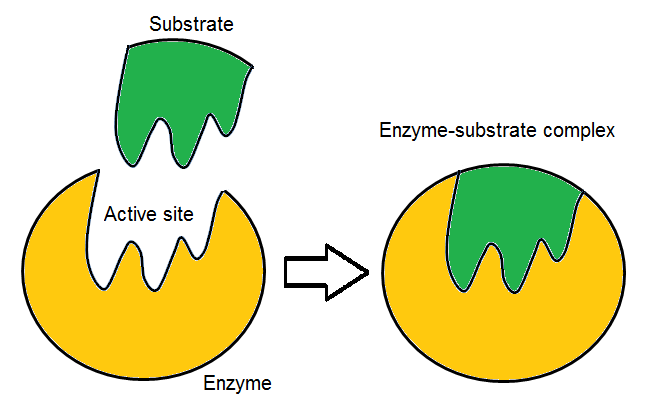
Mô hình Fischer: Cơ chất chỉ có thể liên kết với enzyme có trung tâm hoạt động có cấu hình tương ứng với cơ chất.

### Cơ chế tiếp nhận cơ chất

#### Mô hình Fischer
Người ta nhận thấy, cơ chất (substrate) sẽ liên kết với enzyme đặc hiệu để tham gia phản ứng đặc trưng tương ứng. Ví dụ: đường sucrose chỉ có thể do enzyme sucrase xúc tác thủy phân thành hai monosaccharide tương ứng là đường glucose và đường fructose; hay chất truyền tin trung gian acetylcholine bị phân hủy bởi enzyme acetylcholinesterase để tạo thành acetyl và choline... Để giải thích cho sự đặc hiệu này, Emil Fischer đã đề xuất giả thuyết "ổ khóa - chìa khóa" vào năm 1894. Enzyme có vai trò giống "ổ khóa" thể hiện qua vị trí liên kết có cấu trúc đặc hiệu mà chỉ có cơ chất đặc hiệu (đóng vai trò "chìa khóa") có cấu trúc không gian khớp với miền hoạt động của enzyme. Thuyết này có thể giải thích tính đặc hiệu của enzyme nhưng không thể giải thích được sự ổn định trạng thái chuyển tiếp mà enzyme có được.

#### Mô hình Koshland

Hexokinase có thể biến đổi để phù hợp với adenosine triphosphate và xylose. Vị trí liên kết là màu xanh, cơ chất màu đen và cofactor Mg^{2+} là màu vàng.

Năm 1958, Daniel Koshland đề xuất giả thuyết bổ sung cho mô hình Fischer. Ông cho rằng cấu trúc của enzyme linh hoạt và đặc biệt là trung tâm hoạt động có thể biến đổi cấu hình liên tục sao cho khớp nhất với cơ chất. Do đó, cơ chất có thể liên kết với enzyme sao cho hoạt động xúc tác diễn ra hiệu quả nhất. Đôi khi, phân tử cơ chất có biến đổi nhẹ về cấu trúc để tăng hiệu quả xúc tác như trong trường hợp glycoside hydrolase.

### Cơ chế hoạt động của enzyme
Cơ chế hoạt động của enzyme bao gồm ba bước chính:
1. Cơ chất (Substrate) liên kết với enzyme (Enzyme) để hình thành phức hệ enzyme - cơ chất (E - S complex).
2. Enzyme xúc tác phản ứng biến đổi cơ chất thành sản phẩm (Product), tạo thành phức hệ E-P.
3. Sản phẩm P được giải phóng enzyme E.

### Cơ chế xúc tác tổng quát của enzyme

Giản đồ năng lượng phản ứng không có enzyme (nét liền) và có enzyme (nét đứt)

Thông thường để một phản ứng xảy ra thì phản ứng đấy cần được cung cấp một năng lượng tối thiểu EA nào đó để đạt trạng thái cực đại về năng lượng (gọi là trạng thái chuyển tiếp, transition state). Năng lượng EA được gọi là năng lượng hoạt hóa (activation energy). Năng lượng hoạt hóa có ảnh hưởng tới tốc độ phản ứng. Xét phản ứng: 
{\textstyle {\ce {pA + qB->p'C + q'D}}}
Gọi tốc độ v của phản ứng hóa học là tốc độ giảm lượng chất phản ứng theo thời gian để tạo ra sản phẩm thì theo phương trình trên, ta có:  
{\displaystyle v=-{d[A] \over dt}=k[A]^{p}.[B]^{q}} 
Ở đây [A], [B] là nồng độ mol/l của chất phản ứng A, B và k là hằng số tốc độ phản ứng. Hằng số k có thể tính theo phương trình Arrhenius: 
{\displaystyle k=Ae^{\frac {-E_{\rm {a}}}{RT}}} 
Trong đó: A là tần số va chạm, Ea là năng lượng hoạt hóa (J), R là hằng số khí, T là nhiệt độ tuyệt đối (K). Biến đổi phương trình trên, ta được {\displaystyle \ln k=\ln A-{E_{a} \over RT}}. Nên Ea càng lớn thì hằng số k càng nhỏ và tốc độ v càng nhỏ.  Do đó, để làm tăng tốc độ phản ứng thì cơ chế xúc tác chung của enzyme là giảm năng lượng hoạt hóa thông qua nhiều phương pháp khác nhau:
- Enzyme hoạt động như một cái khuôn cho sự định hướng của cơ chất.
- Enzyme gây tác động ứng suất lên cơ chất và làm ổn định trạng thái chuyển tiếp.
- Miền hoạt động của enzyme cung cấp vi môi trường phù hợp cho phản ứng diễn ra.
- Miền hoạt động của enzyme tham gia trực tiếp trong phản ứng xúc tác. Tuy nhiên, sau khi phản ứng kết thúc thì miền này được biến đổi như ban đầu để tham gia nhiều phản ứng xúc tác phía sau.